# Уже вчера
«Уже вчера» (итал. È già ieri, исп. Un día sin fin) — кинокомедия 2004 года, ремейк американского фильма «День сурка».

## Сюжет
Телеведущий Филиппо по долгу службы вместе с оператором отправляется на Канарские острова, чтобы сделать увлекательный репортаж об аномальных миграциях аистов, и застревает там из-за шторма. Проснувшись утром, Филиппо обнаруживает, что наступивший день — опять 13 августа, который был уже вчера. Так повторяется много раз. Филиппо безуспешно ухаживает за девушкой, пытается спасти старика, который много раз умирает на его глазах, однажды расстреливает из автомата аистов… Наконец, он решает посвятить день целиком добрым делам.

## В ролях
| Актёр             | Роль    |
| ----------------- | ------- |
| Антонио Альбанезе | Филиппо |
| Гойя Толедо       | Рита    |
| Фабио Де Луиджи   | Энрико  |
| Асунсьон Балагер  | Роза    |
| Беатрис Рико      | Кандела |
| Пепон Ньето       | Боб     |

## Сходство и различия соригиналом
- Проснувшись, оба героя делают замечание про вчерашнюю плёнку
- Присутствует пожилая женщина, которая сразу появляется после того, как главный персонаж спускается по лестнице в холл (предлагают кофе и булочку с повидлом)
- Из-за непогоды герои не могут вернуться обратно (снежная буря и шторм)
- Оба героя — телеведущие и поехали делать репортаж о представителе дикой природы (сурок и аисты)
- Отказывают старику в его просьбе (мелочь и сигарета)
- Встречают старого знакомого, с которым не виделись много лет (10 и 8)
- Портят свою вещь, чтобы посмотреть, что будет с нею завтра (сломанный карандаш и порванная тряпка)